# Пужићи (хор)
Дечији хор Пужићи, познат и као Бранкови Пужићи је дечји хор који наступа у представама Позоришта Пуж. Чланове хора чини 50 девојчица и дечака предшколског и млађег школског узраста, а водe их композитор и диригент Томо Бабовић и координатор хора Марко Јовичић.
Пужићи учествују у многим представама које се играју у овом позоришту, а у мјузиклима су често главни актери. Неки од српских младих глумаца своју глумачку каријеру започели су управо у Позориштанцу Пуж, као чланови хора Бранкови Пужићи.

## Песме које певају Пужићи
Пужићи наступају у многим представама Позориштанца Пуж. Неке од песама које певају су:
- Ми смо спортисти (представа Бранков урнебес)[8]
- Бранкови гусари (представа Гусаријада)[9]
- Ала је леп овај свет (представа Црвенкапа)[10]
- Доћи ће ласте (представа У свету постоји једно царство)
- Вилењаци (представа Успавана лепотица)[11]
- Химна Пужића (представа Златна рибица)[12]
- Мечећи дует (представа Меца и деца)[13]
- Крађа
- Марија дивно свира
- Бара бумбара
- Спавај шумо
- Чамац на Тиси

... и припевавају у песмама Лепа реч, Златна звечка, Ласте и другим.
Мјузикл У свету постоји једно царство једна је од оних представа у којој су Пужићи главни актери. Осим њих у представи играју још четири глумца и две лутке — четкица и паста за зубе. Према речима Бранка Милићевића, чувеног Бранка Коцкице који је оснивач Позориштанца Пуж „мала деца од две или три године, која први пут дођу у позориште, одушеве се, јер тако нешто никада раније нису видели. На једном месту је много деце и подиже се завеса иза које почиње један нови свет. Затим галама, музика, па мрак, све то је за њих ново”.